# Счётчик команд
Счётчик кома́нд (также PC = program counter, IP = instruction pointer, IAR = instruction address register, СчАК = счётчик адреса (машинных) команд) — регистр процессора, который указывает, какую команду нужно выполнять следующей.
В большинстве процессоров после выполнения команды, если она не нарушает последовательности команд (например, команда перехода), счётчик автоматически увеличивается (постинкремент). Понятие счётчика команд тесно связано с архитектурой фон Неймана, одним из принципов которой является выполнение команд друг за другом в определённой последовательности.